# سنگ‌تاب (سیمرغ)
سنگتاب، روستایی است از توابع شهرستان سیمرغ در استان مازندران ایران.
این روستا مرکز بخش تالارپی می‌باشد.

## جمعیت
این روستا در تالارپی قرار داشته و براساس آخرین سرشماری مرکز آمار ایران که در سال ۱۳۸۵ صورت گرفته، جمعیت آن ۱۰۳۶نفر (۳۵۰خانوار) بوده‌است.